# Metagonia secreta
Metagonia secreta là một loài nhện trong họ Pholcidae. Loài này được phát hiện ở México.